# The Happy Prince
The Happy Prince – album studyjny Binga Crosby’ego, Orsona Wellesa i Lurene Tuttle wydany w 1946 roku przez Decca Records. Wydane utwory w formie opowiadań znalazły się na dwupłytowym albumie o prędkości 78 obr./min. Słowa napisał Oscar Wilde, a muzykę Bernard Herrmann.

## Lista utworów
Te nowo wydane utwory znalazły się na 2-płytowym zestawie o prędkości 78 obr./min, Decca Album No. A-420.
płyta 1
| 1. | „Part 1” | 3:08  |
|    |          |       |
| 2. | „Part 2” | 3:02  |
|    |          |       |
|    |          | 06:10 |
|    |          |       |
płyta 2
| 1. | „Part 3” | 2:54  |
|    |          |       |
| 2. | „Part 4” | 3:09  |
|    |          |       |
|    |          | 06:03 |
|    |          |       |